# Scuola elementare (film 1954)
Scuola elementare è un film del 1954 diretto da Alberto Lattuada.

## Trama
Il maestro elementare Dante Trilli è stato trasferito dalla natia Palestrina a Milano dopo aver vinto un concorso. Lì ritrova il vecchio compagno di scuola Pilade Mucci, che ora fa il bidello proprio nell'istituto cui lui è destinato. La vita a Milano è cara e Pilade si arrangia anche con qualche altro lavoretto; per lo stesso motivo, di fronte al costo degli affitti, ospita l'amico dividendo con lui la casa ereditata da una vecchia zia.
All'inizio dell'anno scolastico il maestro Trilli conosce Laura Bramati, una maestrina alle prime armi, e tra i due nasce una timida simpatia. Alla vigilia del Natale Laura invita Dante a casa sua e gli confessa la sua storia di ragazza sedotta ed abbandonata da un ricco industriale.
A scuola il maestro Trilli si impegna per una crescita dei bambini ed in particolare per recuperarne uno, Crippa, poco studioso ed attaccabrighe. Nel frattempo Pilade conosce Vincenzo Serafini, che ha inventato un nuovo tipo di camicia per uomini ma non riesce a trovare nessuno che voglia finanziargli il lancio della produzione. Pilade decide di impegnarsi in questa attività, sperando in tal modo di poter partecipare al clima di sviluppo economico ed industriale che caratterizza la Milano di quegli anni.
Il maestro Trilli, ormai invaghito di Laura, organizza una visita della scuola ad una fabbrica di automobili. Qui la giovane reincontra il suo ex amante, l'ingegner Rivolta, che le propone di riallacciare la relazione. Ma la ragazza, delusa dalla precedente esperienza, rifiuta.
Arriva l'estate, la scuola finisce e Laura invita il maestro Trilli all'Idroscalo, dove viene casualmente fotografata. La foto viene pubblicata su un rotocalco ed è la sua fortuna, perché le permette di affermarsi come modella.
Intanto gli affari per Pilade vanno male: ha dovuto ipotecare la casa, ma i soldi non sono sufficienti per il lancio della produzione. Mentre è in tipografia per curare la stampa di manifesti, incontra casualmente il ricco e spregiudicato Commendator Bonfanti, padre di uno dei bambini della scuola. Gli racconta le sue difficoltà e lo prega di rilevare l'attività, cosa che Bonfanti fa, liquidando Pilade con una somma modesta che gli consente appena di saldare i debiti.
Quando riprende la scuola, Pilade, che ha ormai abbandonato i suoi sogni di ricchezza, torna a fare il bidello. Trilli, che invece avrebbe potuto andare a lavorare per il Commendator Bonfanti, alla fine sceglie di tornare a fare il maestro, che egli definisce un lavoro "da eroi". Avrà così la soddisfazione di vedere che Crippa, il bambino per cui tanto si è impegnato, è stato promosso e prosegue gli studi.

## Incasso
Scuola elementare ha incassato 199 milioni di lire 

## Critica
Secondo Guido Aristarco:
Il Morandini, invece, mette in evidenza una visione anticipatrice: 
Nel film il Maestro Trilli definisce Milano come una "città elettrica".
Gian Piero Brunetta inserisce Scuola elementare, insieme ad altri dello stesso periodo tra i quali Domenica d'agosto, Le ragazze di Piazza di Spagna, Racconti romani e simili, a quelli «legati alla rappresentazione dell'esistenza, nel tentativo di cantare la fenomenologia dell'epica quotidiana», esattamente quella «piccolo - borghese che affronta, con forza, coraggio e ottimismo, i rigori del clima degli anni cinquanta». D'altra parte su Ombre Rosse  nel pieno della contestazione dell'ideologia borghese degli anni Settanta, Lattuada è considerato complessivamente quale «borghese colto e intelligente» nonché «il più signorile dei registi italiani».

## Ambientazione
Il film è girato a Milano, con scene riprese nella Galleria Vittorio Emanuele II, in piazza del Duomo, sotto i portici dell'Arengario e sulle terrazze dello stesso Duomo di Milano. Altre scene sono riprese all'interno della Stazione Centrale.
Nel film Dario Fo ha un breve ruolo, circa due minuti, in cui interpreta un tipografo, all'interno dell'azienda di stampa Grafiche Milani .
La scuola descritta nel film è quella "militarizzata" del tempo, molto più rigida di quella odierna, nella quale i bidelli indossavano una divisa ed i bambini portavano il grembiule nero con il fiocco, camminavano ordinatamente allineati per due, si alzavano in piedi all'ingresso dell'insegnante in classe e componevano classi rigidamente solo maschili o femminili.